# Khaghan
Khagan o kha khan o qaghan o qagan (antico turco 𐰴𐰍𐰣, kaγan; in mongolo  хаан, Khaan; in mongolo scritto ᠬᠠᠭᠠᠨ, Qaγan; cinese 可汗, Kè hán o cinese 大汗, Dà hán; in persiano خاقان‎, Khāqān, ossia kağan, kagan, khaghan, kha-khan, xagahn, qaghan, chagan o kha'an) è un titolo di rango imperiale nella lingua mongola e in quella turca (oltre che degli Avari o dei Türghesh) ed equivale a designare un imperatore o chiunque governi un "khaganato" (impero). Le parole khagan e khan sono oggi distinte, ma storicamente esse avevano il medesimo significato.
La parola può anche essere tradotta con khan dei khan, equivalente a re dei re. Nel mongolo moderno il titolo diventa khaan con il suono della 'g' quasi muto e appena accennato; la ğ nel moderno turco kağan è parimenti silente.
Fino alla guerra civile nell'Impero mongolo, gli imperatori della dinastia Yuan ebbero il titolo di khagan e i loro successori in Mongolia continuarono a fregiarsi di un simile titolo.
In Occidente furono generalmente chiamati gran khan, specie nel caso dell'Impero mongolo, traduzione di yekhe khagan (grande imperatore o Их Хаан).

## Impero mongolo

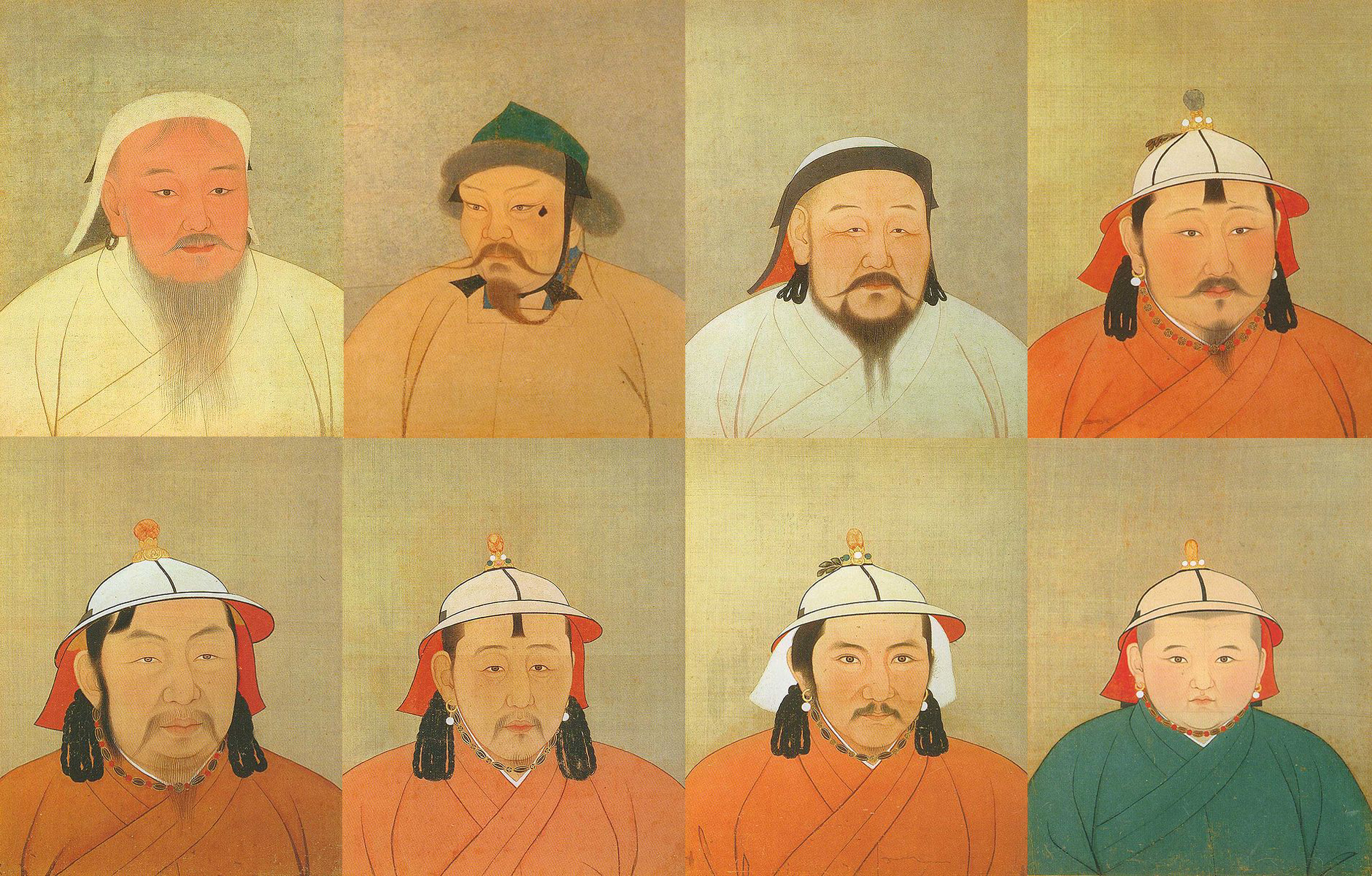
8 dei 15 Khagan dell'Impero mongolo (dipinti cinesi).

I primi cinque khagan dell'Impero mongolo furono:
- Genghis Khan (1206–1227; 21 anni)
- Ögedei Khan (1229–1241; 12 anni)
- Güyük Khan (1246–1248; 2 anni)
- Möngke Khan (1251–1259; 8 anni)
- Kublai Khan (1260-1294; 34 anni)